# تپه قوزه زن ۱
تپه قوزه زن ۱ مربوط به سده‌های میانه دوران‌های تاریخی پس از اسلام است و در شهرستان اسفراین، بخش بام و صفی آباد، دهستان بام، حاشیه غربی روستای قوزه زن واقع شده و این اثر در تاریخ ۲۶ اسفند ۱۳۸۷ با شمارهٔ ثبت ۲۶۱۸۷ به‌عنوان یکی از آثار ملی ایران به ثبت رسیده است.